# Râul Tecanu
Râul Tecanu este un curs de apă, afluent al râului Curteasa. 